# 治安出動

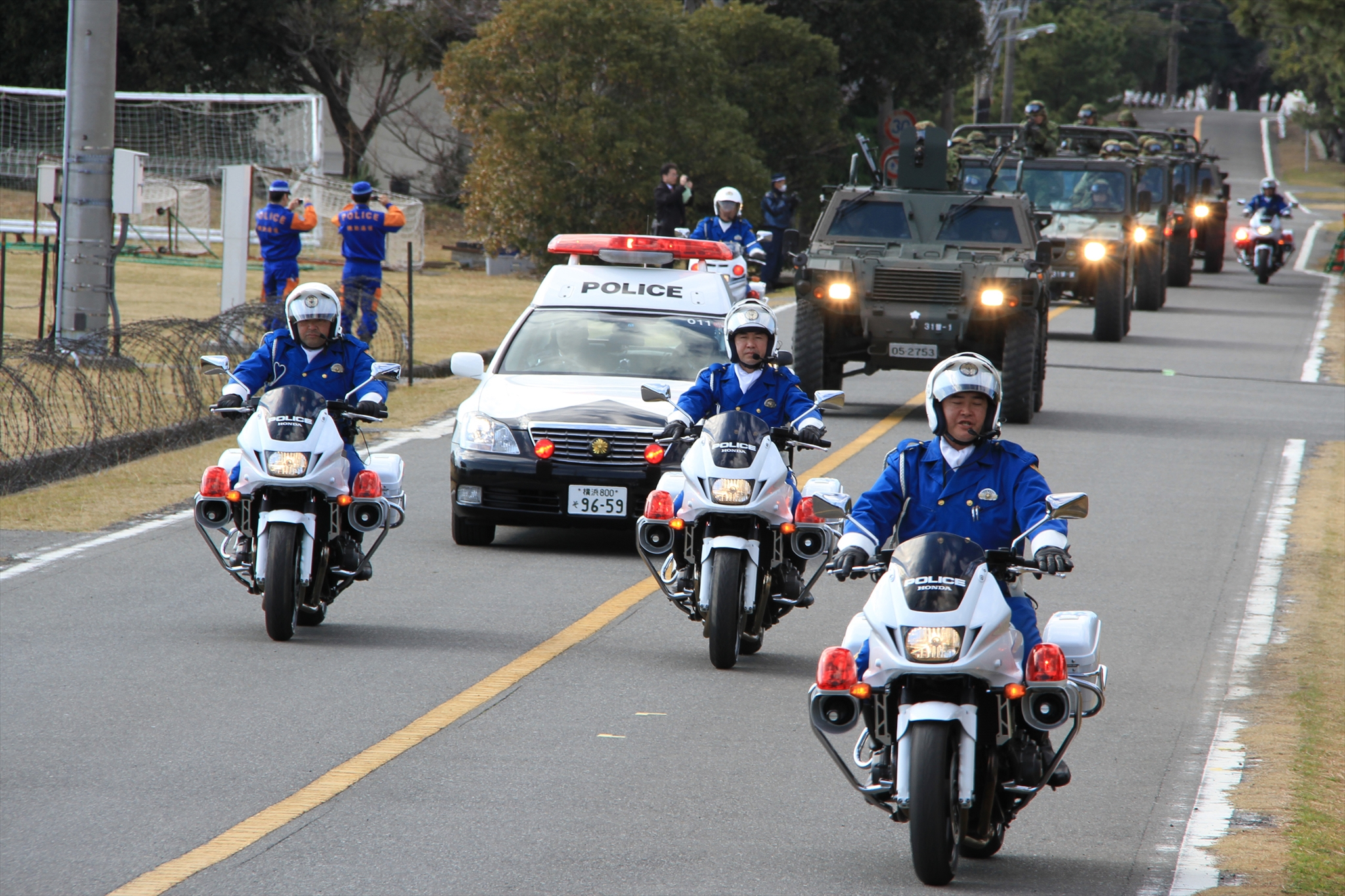
警察と自衛隊による共同訓練の様子　自衛隊車両は特別に指定を受けていなければ、単独では緊急自動車にはなれない

治安出動（ちあんしゅつどう）とは、日本において一般の警察力をもっては治安を維持することができないと認められる場合に、内閣総理大臣の命令により行われる自衛隊の行動。自衛隊法78条または81条に基づく。

## 概要
治安出動には2種類あり、内閣総理大臣の命令による治安出動を「命令による治安出動」（自衛隊法78条）といい、都道府県知事の要請による治安出動を「要請による治安出動」（同法81条）という。「要請による治安出動」の場合も、自衛隊に出動を命じるのは内閣総理大臣である。
いずれの治安出動においても、警察官職務執行法を準用し、必要な「武器の使用」が認められる。ただし、出動自衛官による「武器の使用」に当たっては、正当防衛または緊急避難に該当する場合を除き、部隊指揮官の命令によらなければならない。
これまで、安保闘争、1960年代の学生運動、労働争議、新宿騒乱、あさま山荘事件等への対応やオウム真理教事件における教団への強制捜査において治安出動が検討されたことはあり、治安出動の請願が地方議会で可決されたこともある。しかし、“軍隊”の実力を騒動鎮圧や治安維持に用いるのと同じなので、実際に治安出動が発令されたことは一度もない。破壊活動防止法と並んで、治安維持における「伝家の宝刀」と呼ばれる。発令された場合は、諸外国の外務主管庁から“渡航の安全に関する情報”（渡航自粛・退避・出国勧告）が自国民に出される大規模な暴動や内乱が国内で起きている事になる。
1954年9月30日、木村篤太郎防衛庁長官と小坂善太郎国家公安委員会委員長との間で9項目からなる「治安出動の際における治安の維持に関する協定」が締結された。2000年12月4日に協定は改正され、2002年には各都道府県警察と陸上自衛隊師団等との間で治安出動に関する現地協定が締結された。従来の協定は暴動鎮圧を想定していたが、現行の協定は武装工作員によるテロ、ゲリラへの対処を重視している。出動時には自衛隊単独でなく警察と共同行動をとることが想定されているため、2000年代に入り都道府県警察と陸上自衛隊との共同訓練が実施されている。

## 命令による治安出動
内閣総理大臣は、「間接侵略その他の緊急事態に際して、一般の警察力をもっては、治安を維持することができないと認められる場合」には、自衛隊の全部又は一部の出動を命ずることができる（自衛隊法78条1項）。同条に基づく治安出動を「命令による治安出動」という。

### 国会の承認
命令による治安出動では、内閣総理大臣は、出動を命じた日から20日以内に国会に付議して、その承認を求めなければならない（同条2項）。ただし、国会が閉会中の場合又は衆議院が解散されている場合には、その後最初に召集される国会において、すみやかに、その承認を求めなければならない（同条項ただし書き）。国会により、不承認の議決があったとき、又は出動の必要がなくなったときは、内閣総理大臣は、すみやかに、自衛隊の撤収を命じなければならない（同条3項）。

### 武器の使用
治安出動により出動した自衛官は、警察官職務執行法を準用して、必要な「武器の使用」が認められる。この場合に、出動した全自衛官が武器を使用するには、正当防衛または緊急避難に該当する場合を除き、当該部隊指揮官の命令によらなければならない（89条）。
治安出動により出動した自衛官は、警察官職務執行法を準用した「武器の使用」のほか、次の場合に該当すると認める相当の理由があるときは、その事態に応じ合理的に必要と判断される限度で武器を使用することができる（90条）。
1. 職務上警護する人、施設又は物件が暴行又は侵害を受け、又は受けようとする明白な危険があり、武器を使用するほか、他にこれを排除する適当な手段がない場合
2. 多衆集合して暴行若しくは脅迫をし、又は暴行若しくは脅迫をしようとする明白な危険があり、武器を使用するほか、他にこれを鎮圧し、又は防止する適当な手段がない場合
3. 前号に掲げる場合のほか、小銃、機関銃（機関けん銃を含む。）、砲、化学兵器、生物兵器その他その殺傷力がこれらに類する武器を所持し、又は所持していると疑うに足りる相当の理由のある者が暴行又は脅迫をし又はする高い蓋然性があり、武器を使用するほか、他にこれを鎮圧し、又は防止する適当な手段がない場合

これらは治安出動に対して警察比例の原則を適用する内容となっている
。

### 治安出動待機命令
防衛大臣は、事態が緊迫し、命令による治安出動命令が発せられることが予測される場合において、これに対処するため必要があると認めるときは、内閣総理大臣の承認を得て、自衛隊の全部又は一部に対し出動待機命令を発することができる（79条1項）。この場合においては、防衛大臣は、国家公安委員会と緊密な連絡を保つものとする（同条2項）。

### 治安出動下令前に行う情報収集
防衛大臣は、事態が緊迫し命令による治安出動命令が発せられること及び小銃、機関銃、砲、化学兵器、生物兵器その他その殺傷力がこれらに類する武器を所持した者による不法行為が行われることが予測される場合において、当該事態の状況の把握に資する情報の収集を行うため特別の必要があると認めるときは、国家公安委員会と協議の上、内閣総理大臣の承認を得て、武器を携行する自衛隊の部隊に当該者が所在すると見込まれる場所及びその近傍において当該情報の収集を行うことを命ずることができる（79条の2）。これを「治安出動下令前に行う情報収集」という。
「治安出動下令前に行う情報収集」の職務に従事する自衛官は、当該職務を行うに際し、自己又は自己と共に当該職務に従事する隊員の生命又は身体の防護のためやむを得ない必要があると認める相当の理由がある場合には、その事態に応じ合理的に必要と判断される限度で武器を使用することができる（92条の5）。ただし、正当防衛または緊急避難に該当する場合のほか、人に危害を与えてはならない（同条ただし書き）。

### 海上保安庁の統制
内閣総理大臣は、治安出動の命令があった場合において、特別の必要があると認めるときは、海上保安庁の全部又は一部をその統制下に入れることができる（91条）。この場合において、統制下に入った海上保安庁は、防衛大臣にこれを指揮させるものとする。内閣総理大臣は、その必要がなくなったと認める場合には、すみやかに、この海上保安庁の統制を解除しなければならない。

## 要請による治安出動
都道府県知事は、「治安維持上重大な事態につきやむを得ない必要があると認める場合」には、当該都道府県の都道府県公安委員会と協議の上、内閣総理大臣に対し、部隊等の出動を要請することができる（81条1項）。内閣総理大臣は、都道府県知事による要請があり、「事態やむを得ないと認める場合」には、部隊等の出動を命ずることができる（同条2項）。
都道府県知事は、事態が収まり、部隊等の出動の必要がなくなったと認める場合には、内閣総理大臣に対し、すみやかに、部隊等の撤収を要請しなければならない（同条3項）。内閣総理大臣は、撤収の要請があった場合又は部隊等の出動の必要がなくなったと認める場合には、すみやかに、部隊等の撤収を命じなければならない（同条3項）。都道府県知事は、治安出動の要請をした場合には、事態が収った後、すみやかに、その旨を当該都道府県の議会に報告しなければならない（同条4項）。
「要請による治安出動」に際しての出動自衛官による「武器の使用」の権限については、「命令による治安出動」と変わらない。